# Phosphoroxide
Die Phosphoroxide sind eine Reihe chemischer Verbindungen aus Phosphor und Sauerstoff. Diese beinhalten eine käfigartige P4O6–Grundstruktur. Diese lässt sich formal vom P4–Tetraeder ableiten, wobei alle sechs PP-Bindungen durch gewinkelte POP-Brücken ersetzt sind. Durch die stufenweise Oxidation der Phosphoratome bzw. Einführung zusätzlicher PO-Doppelbindungen erhält man fünf verschiedene Phosphoroxide der allgemeinen Formel P4On (n=6–10, 18).
| Name                                                     | Formel | Strukturformel | CAS-Nummer | Molmasse       | Molekülsymmetrie | Schmelzpunkt           | Bemerkungen                  |
| Tetraphosphorhexaoxid Phosphortrioxid Phosphor(III)-oxid | P4O6   |                | 12440-00-5 | 219,89 g·mol−1 | Td               | 24 °C                  | wachsweiche, weiße Kristalle |
| Tetraphosphorheptaoxid                                   | P4O7   |                |            | 235,89 g·mol−1 | C3v              |                        |                              |
| Tetraphosphoroctaoxid Diphosphortetraoxid                | P4O8   |                | 70983-17-4 | 251,92 g·mol−1 | C2v              | >100 °C                |                              |
| Tetraphosphornonaoxid                                    | P4O9   |                | 12037-11-5 | 267,89 g·mol−1 | C3v              |                        |                              |
| Tetraphosphordecaoxid Phosphorpentoxid Phosphor(V)-oxid  | P4O10  |                | 16752-60-6 | 283,92 g·mol−1 | Td               | 359,9 °C (Sublimation) | farblose Kristalle           |

Die Umsetzung von Tetraphosphorhexaoxid mit Ozon bei tiefen Temperaturen ergibt ein instabiles Tetraozonid P4O18.
{\displaystyle \mathrm {P_{4}O_{6}+4\,O_{3}\rightarrow P_{4}O_{18}} }
Es existieren noch nicht isolierbare, nur in gasförmigen Zustand bei hohen Temperaturen oder sehr niedrigen Druck nachweisbare Phosphoroxide. Durch Abschrecken eines P4 und O-haltigen Argongases erhält man neben P4O ein Gemisch von PO, P2O und PO2. Das Phosphormonoxid PO ist wahrscheinlich das häufigste phosphorhaltige Molekül in interstellaren Wolken. Von dieser Verbindung sind einige Metallkomplexe bekannt.